# Roger Reynolds

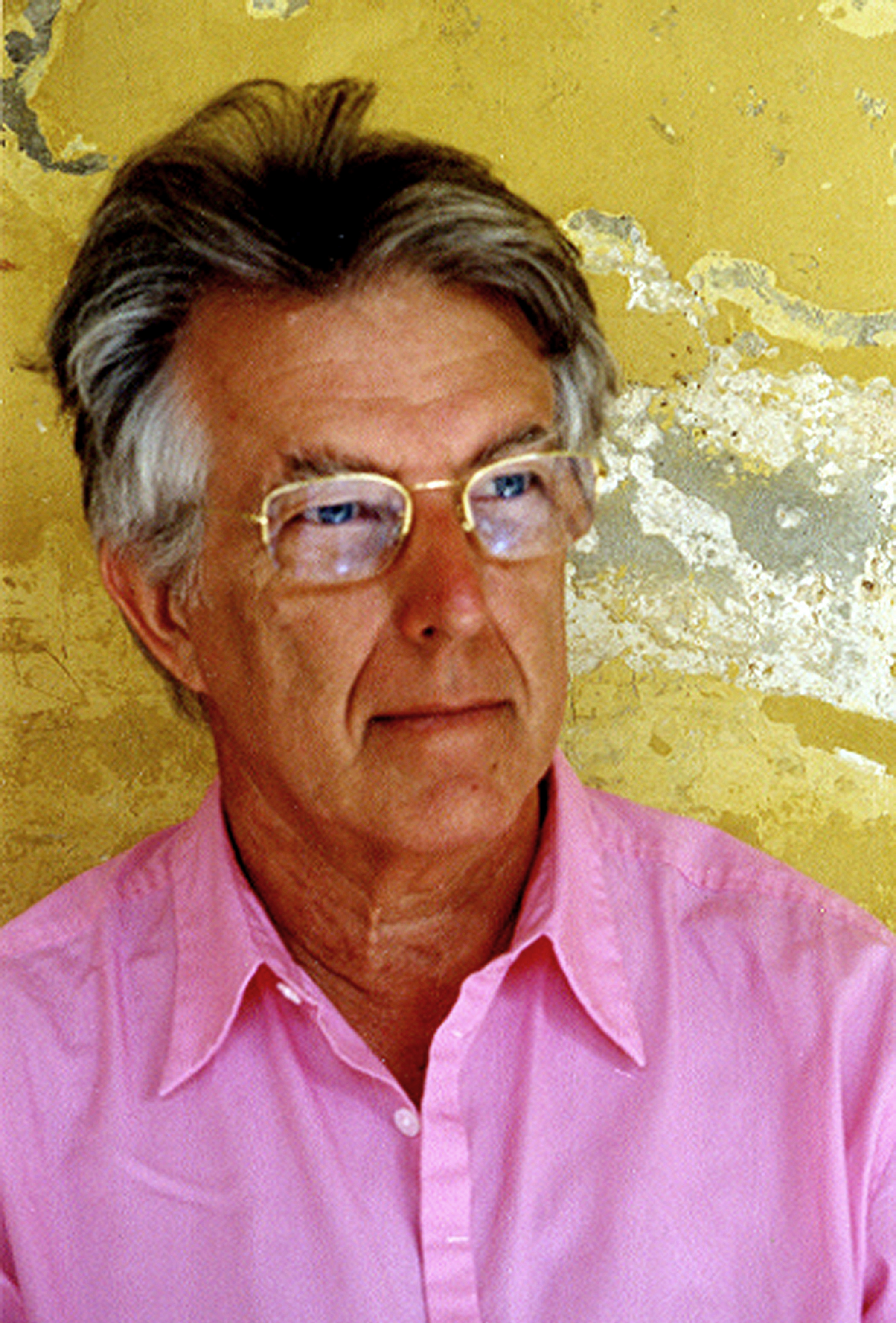
Roger Reynolds

Roger Reynolds (Detroit, Michigan, 18 juli 1934) is een Amerikaans componist.
Op jonge leeftijd ging Reynolds piano studeren, maar moest zich door het klassieke repertoire heen werken. Hij wist niet of die studie hem naar het concertpodium zou brengen en ging daarom eerst natuurkunde studeren aan de Universiteit van Michigan, dat leverde hem uiteindelijk een baan op in de wapenindustrie in Los Angeles. Dat zinde hem toch niet en hij keerde terug naar de universiteit van Ann Arbor om de lessen piano weer op te pakken. Hij werd tijdens zijn studie door componist Ross Lee Finney overgehaald om ook compositie te gaan studeren. Zijn eerste werken kwamen al van de band, als hij betrokken raakt bij allerlei bewegingen binnen de moderne klassieke muziek. De laatste die een grote invloed op hem heeft gehad, was Roberto Gerhard, een leerling van Arnold Schönberg. Hij kwam daar ook in aanraking met de "experimentelen" Edgar Varèse, Milton Babbitt, Nadia Boulanger en John Cage. Als op een gegeven moment Finney zegt dat hij hem niets meer kan leren, vertrekt Reynolds naar Keulen en komt te werken in het centrum van elektronische muziek van de Duitse omroep. Samen met vrouw Karen trekt hij de wereld naar Parijs, Rome en Tokio; zijn dochter Erika wordt geboren in Japan.  Hij maakte daar ook kennis met Toru Takemitsu, met wie hij een lange vriendschap opbouwde.
Eenmaal terug in de Verenigde Staten gaat hij lesgeven aan de Universiteit van Californië – Sant Diego (1969). Ook hier raakte hij betrokken bij allerlei nieuwe bewegingen op het gebied van kunstmuziek.
Zijn compositie Whisperers Out of Time won de Pulitzerprijs in 1988.
Zijn werken bevinden zich in bijna alle genres, vaak wordt traditionele klassieke muziek vergezeld van elektronica of tapes, een overblijfsel uit zijn natuurkundeperiode. 
Als opleider gaf hij les aan onder meer Rolf Wallin en Haukur Tómasson. Van zijn hand komen ook een aantal boekwerken over muziektheorie.

## Oeuvre (selectrief)
- The Emperor of Ice Cream, 1961-62
- A Portrait of Vanzetti, 1962-63
- Graffiti, 1965
- Masks,  1965
- Blind Men, 1966
- Threshold, 1968
- Ping, 1968
- Again, 1970
- I/O: A Ritual for 23 Performers, 1970
- Compass, 1972-73
- Still (Voicespace I), 1975
- A Merciful Coincidence (Voicespace II), 1976
- Fiery Wind, 1977
- ...the serpent-snapping eye..., 1978
- The Palace (Voicespace IV), 1978-80
- Eclipse (Voicespace III), 1979
- Transfigured Wind II, 1984
- Vertigo, 1985
- The Dream of the Infinite Rooms, 1986
- The Vanity of Words (Voicespace V), 1986
- Versions/Stages I-V, 1986-91
- Symphony (Vertigo), 1987
- Whispers Out of Time, 1988
- Not Only Night, 1988
- Symphony (Myths), 1990
- The Ivanov Suite, 1991
- Symphony (The Stages of Life), 1991-92
- Dreaming, 1992
- last things, I think, to think about, 1994
- Watershed IV, 1995
- Elegy – for Toru Takemitsu, 1996
- Two Voices – an allegory, 1996
- The Red Act Arias, 1997
- The Red Act Arias Suite 2001, 1997-2001
- Justice (naar teksten van Aeschylus en Euripides), 1999-2001
- Consider..., 2004
- The Image Machine, 2005
- Illusion (naar teksten van Aeschylus en Euripides), 2006
- Submerged Memories, 2006

## Boeken
- Mind models: new forms of musical experience , 1975, ISBN 0275536203
- Searcher's Path: A Composer's Ways (Isam Monographs), 1988, ISBN 0914678280
- Form and Method: Composing Music The Rothschild Essays, Contemporary Music Studies Vol. 22, 2002, ISBN 9057551365